# IV. třída okresu Olomouc
IV. třída okresu Olomouc tvoří společně s ostatními skupinami čtvrté třídy nejnižší (desátou nejvyšší) fotbalovou soutěž v České republice. Je řízena Okresním fotbalovým svazem Olomouc. Hraje se každý rok od léta do jara se zimní přestávkou. Hraje se ve dvou skupinách (označených A a B), v ročníku 2017/18 startuje 21 týmů (10 ve skupině A a 11 ve skupině B) z okresu Olomouc. Ve skupině hraje každý s každým jednou na domácím hřišti a jednou na hřišti soupeře. Vzhledem k lichému počtu účastníků ve skupině B má v každém kole jedno mužstvo tzv. volný los, tedy v tomto kole nehraje. Vítěz každé ze skupin postupuje do III. třídy okresu Olomouc. Ze soutěže se již nesestupuje.  

## Vítězové

### IV. třída okresu Olomouc skupina A
| Ročník    | Vítězný tým                  |
| --------- | ---------------------------- |
| 1980/1981 | TJ Sokol Nová Hradečná       |
| 1981/1982 | TJ Sokol Náměšť na Hané „B“  |
| 1982/1983 | TJ Sokol Troubelice „B“      |
| 1983/84   | Soutěž se nehrála.           |
| 1984/85   | Soutěž se nehrála.           |
| 1985/86   | Soutěž se nehrála.           |
| 1986/1987 | TJ Sokol Králová             |
| 1987/1988 | TJ Sokol Újezd u Uničova     |
| 1988/1989 | TJ Sokol Dalov               |
| 1989/1990 | TJ Sokol Babice „B“          |
| 1990/1991 | TJ Sokol Hnojice             |
| 1991/1992 | SK Domašov nad Bystřicí      |
| 1992/1993 | FK Horní Loděnice            |
| 1993/1994 | TJ Sokol Náklo „B“           |
| 1994/1995 | TJ Sokol Lužice              |
| 1995/1996 | TJ Sokol Bohuňovice „B“      |
| 1996/1997 | FC Bizoni Hraničné Petrovice |
| 1997/98   | Soutěž se nehrála.           |
| 1998/99   | Soutěž se nehrála.           |
| 1999/00   | Soutěž se nehrála.           |
| 2000/2001 | FC Bizoni Hraničné Petrovice |
| 2001/2002 | Sportklub Štarnov            |
| 2002/2003 | Sokol Hnojice                |
| 2003/2004 | TJ Sokol Babice              |
| 2004/2005 | SK Šumvald „B“               |
| 2005/2006 | FC Bizoni Hraničné Petrovice |
| 2006/2007 | Sokol Újezd                  |
| 2007/2008 | TJ Mladějovice               |
| 2008/2009 | Hvězda Město Libavá          |
| 2009/2010 | TJ Sokol Bohuňovice „B“      |
| 2010/2011 | TJ Mladějovice               |
| 2011/2012 | FC Dolany „B“                |
| 2012/2013 | TJ Štěpánov „B“              |
| 2013/2014 | FC Bizoni Hraničné Petrovice |
| 2014/2015 | SK Králová                   |
| 2015/2016 | FC Sigma Hodolany            |
| 2016/2017 | FK Slavonín „B“              |
| 2017/2018 | TJ Sokol Jívová              |
| 2018/2019 |                              |

### IV. třída okresu Olomouc skupina B
| Ročník    | Vítězný tým                    |
| --------- | ------------------------------ |
| 1980/1981 | TJ Družstevník Moravská Huzová |
| 1981/1982 | TJ Sokol Dalov                 |
| 1982/1983 | TJ Sokol Jívová                |
| 1983/84   | Soutěž se nehrála.             |
| 1984/85   | Soutěž se nehrála.             |
| 1985/86   | Soutěž se nehrála.             |
| 1986/1987 | TJ Sokol Hněvotín              |
| 1987/1988 | TJ Sokol Těšetice              |
| 1988/1989 | TJ Sokol Medlov                |
| 1989/1990 | TJ Sokol Odrlice               |
| 1990/1991 | TJ MILO Olomouc „B“            |
| 1991/1992 | TJ Sigma Hodolany „B“          |
| 1992/1993 | TJ Sokol Slatinice             |
| 1993/1994 | TJ Slovan Černovír             |
| 1994/1995 | TJ Sokol Červenka „B“          |
| 1995/1996 | TJ Sokol Slavonín „B“          |
| 1996/1997 | TJ Sokol Blatec                |
| 1997/98   | Soutěž se nehrála.             |
| 1998/99   | Soutěž se nehrála.             |
| 1999/00   | Soutěž se nehrála.             |
| 2000/2001 | SK Grygov                      |
| 2001/2002 | FK Velká Bystřice              |
| 2002/2003 | FK Přáslavice                  |
| 2003/2004 | TJ Sokol Olomouc - Chomoutov   |
| 2004/2005 | SFK Nedvězí                    |
| 2005/2006 | TJ Sokol Odrlice               |
| 2006/2007 | FK Hlubočky „B“                |
| 2007/2008 | TJ Sokol Slavonín „B“          |
| 2008/2009 | SK Grygov                      |
| 2009/2010 | FK Nové Sady „B“               |
| 2010/2011 | TJ Sokol Odrlice               |
| 2011/2012 | 1. FC Olešnice u Bouzova       |
| 2012/2013 | TJ Sokol Drahanovice           |
| 2013/2014 | TJ Sokol Mladeč                |
| 2014/2015 | TJ Sokol Majetín               |
| 2015/2016 | 1. FC Olešnice u Bouzova       |
| 2016/2017 | TJ Sokol Náklo                 |
| 2017/2018 | TJ Sokol Pňovice               |
| 2018/2019 |                                |

### IV. třída okresu Olomouc skupina C
| Ročník    | Vítězný tým             |
| --------- | ----------------------- |
| 1980/1981 | TJ Sokol Holice „B“     |
| 1981/1982 | TJ Sokol Kopeček        |
| 1982/1983 | TJ Sokol Blatec         |
| 1983/84   | Soutěž se nehrála.      |
| 1984/85   | Soutěž se nehrála.      |
| 1985/86   | Soutěž se nehrála.      |
| 1986/1987 | TJ Sokol Drahanovice    |
| 1987/1988 | TJ Moravia Hlubočky „B“ |
| 1988/1989 | TJ Sokol Doloplazy      |
| 1989/1990 | TJ Sokol Štěpánov       |